# Bumetopia trigonocephala
Bumetopia trigonocephala là một loài bọ cánh cứng trong họ Cerambycidae.